# 준마방진
준마방진(準魔方陣, 영어: semi-magic square)은 n2개의 수를 가로, 세로 방향의 수를 더하면 모두 같은 값(마법 상수)이 나오도록 n × n 행렬에 배열한 것이다. 마방진과 달리 대각선은 따지지 않는다.